# Takahiro Nishida
Takahiro Nishida –en japonés, 西田 孝宏, Nishida Takahiro– (14 de abril de 1957) es un deportista japonés que compitió en judo. Ganó una medalla de oro en el Campeonato Asiático de Judo de 1981 en la categoría de –71 kg.

## Palmarés internacional
| Campeonato Asiático | Campeonato Asiático | Campeonato Asiático | Campeonato Asiático |
| Año                 | Lugar               | Medalla             | Categoría           |
| ------------------- | ------------------- | ------------------- | ------------------- |
| 1981                | Yakarta (Indonesia) | Medalla de oro      | –71 kg              |